# Vloeivleklieveheersbeestje
Het vloeivleklieveheersbeestje (Oenopia conglobata) is een kever uit de familie lieveheersbeestjes (Coccinellidae). De wetenschappelijke naam van de soort werd in 1758 als Coccinella conglobata gepubliceerd door Carl Linnaeus. De kever komt voor in Europa en in de gematigde streken van Azië.
De kever wordt 3,5 tot 5 mm lang en heeft lichtroze of lichtgele dekschilden, waarop achthoekige stippen zitten. De stippen verschillen in grootte tussen de verschillende kevers en kunnen zelfs in elkaar overvloeien, waaraan de kever de naam te danken heeft.
Het vloeivleklieveheersbeestje komt voor in gemengde bossen en is vooral te vinden op populieren en Prunus-soorten. Het voedsel bestaat uit de bladluizen op deze bomen.
De kever overwintert onder de schors van loofbomen, vooral op populieren, iepen, platanen en eiken.

## Afbeeldingen

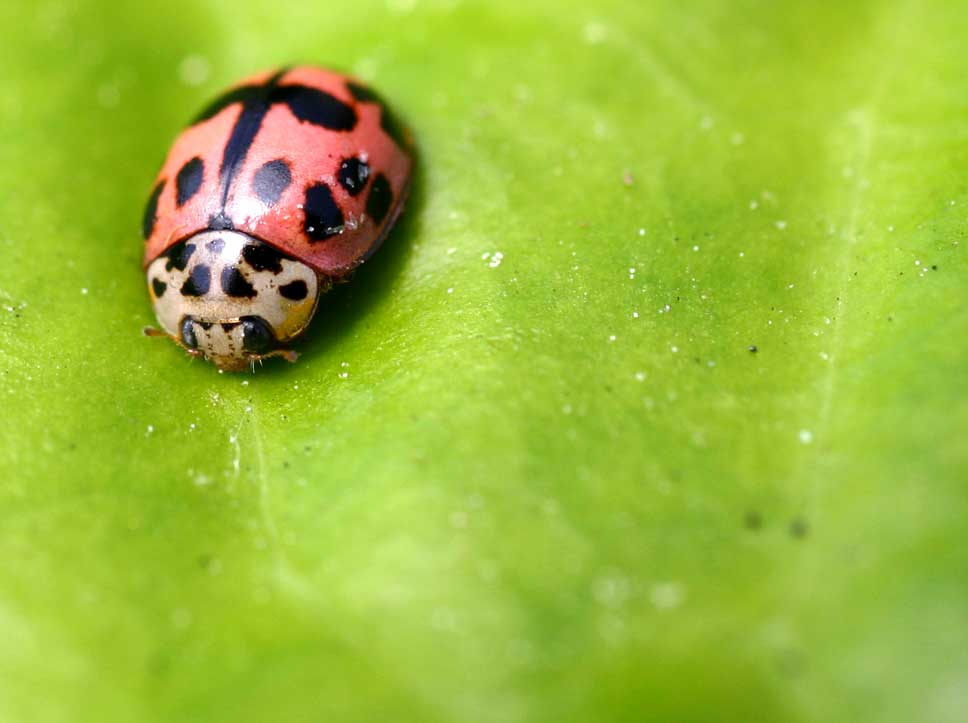
imago
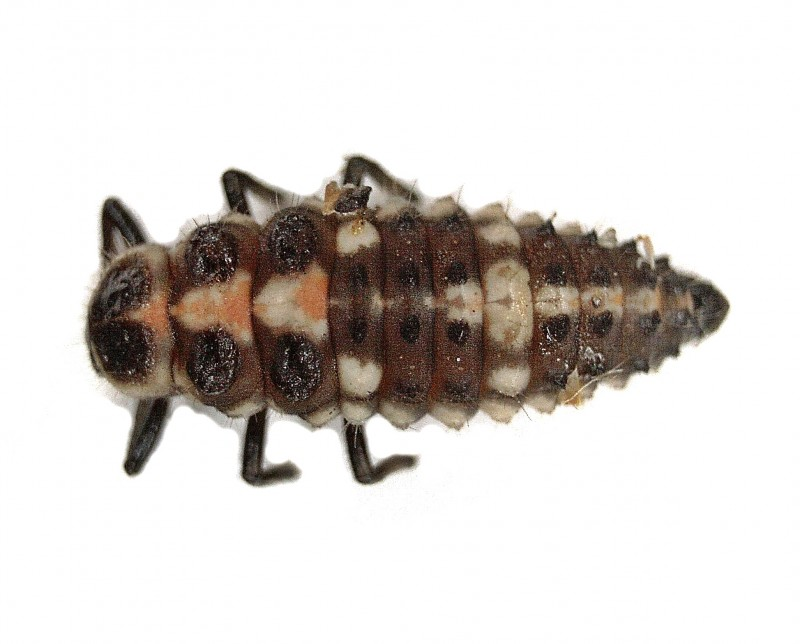
larve